# Jana demoulini
Jana demoulini är en fjärilsart som beskrevs av Berger 1980. Jana demoulini ingår i släktet Jana och familjen Eupterotidae. Inga underarter finns listade i Catalogue of Life.